# 西卜沙乡
西卜沙乡，是中华人民共和国青海省黄南藏族自治州泽库县下辖的一个乡镇级行政单位。

## 行政区划
西卜沙乡下辖以下地区：
团结村牧委会、红旗村牧委会和跃进村牧委会。